# Deserto di Smoke Creek
Il deserto di Smoke Creek è una regione arida che si trova nella parte nordoccidentale del Nevada, negli Stati Uniti d'America, situato circa un centinaio di chilometri a nord del lago Pyramid, a ovest della catena montuosa del Fox Range e a est delle Smoke Creek Mountains. La parte meridionale del deserto si trova all'interno della riserva indiana Pyramid Lake Indian Reservation; una linea ferroviaria scorre sul bordo orientale.
Il deserto di Smoke Creek è situato a sudovest del bacino lacustre disseccato South Playa del deserto Black Rock, tra le catene montuose del Granite Range e del Fox Range.